# Club Gimnasia y Esgrima de Rosario
Il Club Gimnasia y Esgrima, acronimo GER, è una società polisportiva argentina con sede nella città di Rosario, nella provincia di Santa Fe.
La sezione di pallanuoto vanta 21 campionati argentini vinti, mentre quella rugbistica conta nella sua bacheca due tornei del Litoral e tre campionati URR.
Il Club Gimnasia y Esgrima conta suo interno sezioni di Pallavolo, Pallacanestro, Scherma, Ginnastica artistica, Hockey su prato, Tennis, Atletica, Calcio, Biliardo, Aikidō, Nuoto sincronizzato, Judo, Nuoto, Tennistavolo e Palla basca.

## Storia
La società fu fondata il 10 ottobre 1904 in seguito alla fusione nel Club Atlético Argentino dell'Estudiantes Football Club. Entrambe le squadre erano infatti interessate ad acquisire il medesimo lotto di terreno nel Parque de la Independencia; per risolvere la contesa il sindaco della città Pinasco decise di donare l'appezzamento in cambio di un'unione tra le due società. Inizialmente lo sport più praticato era il calcio, l'Argentino fu infatti uno dei fondatori della Liga Rosarina de Fútbol. Assunse l'odierna denominazione il 9 agosto 1914.
Nel 1927 aprì i battenti la sezione di rugby.